# 유키 히데야스
유키 히데야스/마쓰다이라 히데야스(일본어: 結城 秀康 ゆうき ひでやす[*], 松平 秀康 まつだいら ひでやす[*], 덴쇼 2년 음력 2월 8일(1574년 3월 1일) ~ 게이초 12년 음력 4월 8일(1607년 6월 2일))는 아즈치모모야마 시대부터 에도 시대 초기까지의 다이묘이다. 에치젠 후쿠이번의 초대 번주를 지냈다.

## 일생

### 출생
덴쇼 2년(1574년) 2월 8일, 도쿠가와 이에야스의 차남으로 도토미국 하마마쓰에서 출생하였다. 그러나 당시 이에야스의 거성인 하마마쓰성이 아닌 성하 敷知郡의 우부미촌(宇布見村)에서 태어났다. 생모는 미카와 출신으로 池鯉鮒明神을 모신 지류 신사(知立神社)의 샤닌(社人)이었던 나가미 요시히데(永見吉英)의 딸이자 이에야스의 측실인 오만노가타(於万の方, 조쇼인長勝院)이다.
오만은 원래 이에야스의 정실 쓰키야마도노의 시녀로, 오만이 히데야스를 임신하자 쓰키야마도노의 분노를 두려워한 이에야스가 중신 혼다 시게쓰구에게 보내 아이를 낳게 하였다. 히데야스는 미나모토노 노리요리의 후손으로 당시 우부미 마을에 거주하며 이마가와 씨(今川氏) 시절부터 현지의 대관(代官)이나 하마나 호수(浜名湖) 주변의 선박과 군량미 업무를 맡았던 영주 나카무라 마사요시(中村正吉)의 저택에서 태어났는데, 이 때 부친 이에야스가 나카무라 마사요시의 집에 직접 심은 소나무 「히데야스의 배내옷 무덤」(秀康の胞衣塚)이 현존하는 마사요시의 저택(건축물은 에도 초기에 세워짐) 경내에 남아 있다. 이러한 인연으로 에도 막부 이후 역대 후쿠이번(福井藩) 번주들은 산킨코다이(参勤交代) 때마다 나카무라 가문에서 대접받는 관례가 이어지고 있다.
또한 히데야스는 쌍둥이로 태어났다는 설도 전해지고 있다. 아명은 오기마루(於義丸)이다.

### 불행한 유소년기
어린 오기마루는 이에야스의 미움을 받아 만3세 때까지 아버지를 만나지 못했고, 이복형 노부야스(信康)가 오기마루를 가엾게 여겨 아들로 인정하도록 이에야스를 설득하였다고 한다.
이에야스가 히데야스를 냉대한 이유에 대해서는 이에야스의 정실로 노부야스의 생모이기도 한 쓰키야마도노(築山殿)를 두려워해서였다고도 하고, 쌍둥이로 태어났기 때문이라고도 하는데, 에도 초기인 간에이(寛永) 11년(1634년)에 편찬된 『나카무라가 어유서서』(中村家御由緒書)에는 「혼다 사쿠사에몬(本多作左衛門)이 이에야스에게 자세한 상황을 말씀드린 바, 이에야스는 무언가를 생각해두던 것이 있어 따르기 어렵다 하시니」라고만 적혀 있고, 이를 연구한 일본의 향토사학자 오구스 가즈마사(小楠和正)는 다케다 가쓰요리(武田勝頼)와의 전투와 직면해 있었던 이에야스로써는 히데야스를 하마마쓰성(浜松城)으로 데려올 기회도 대면할 기회도 없었던 것이 아니었을까 추정하고 있다.
덴쇼(天正) 7년(1579년) 다케다 가쓰요리와의 내통 의혹으로 인해 오다 노부나가의 명령으로 형 노부야스가 할복 자결한다(최근에는 노부야스가 이에야스와 대립하고 있었기에 할복하게 된 것이라는 설도 제기되었다). 때문에 일단 이에야스의 차남이던 히데야스가 집안의 가독을 이을 뻔 했으나, 덴쇼 12년(1584년) 고마키·나가쿠테 전투 뒤에 이에야스와 하시바 히데요시(羽柴秀吉)의 화친 조건으로 히데야스는 히데요시에게 보내져서 그의 양자(겸 인질)가 되었고, 이에야스의 후계자로는 이복동생인 나가마쓰(長松, 훗날의 도쿠가와 히데타다)가 되었다. 애초에 생모의 신분이 히데타다 쪽이 더 높았고, 노부야스가 자결한 뒤에 태어난 만큼 히데타다가 후계자로 거론되고 있었던 것으로 생각된다.

### 하시바와 도요토미, 그리고 유키
오사카로 보내지는 히데야스의 수행은 부역(傅役) 오구리 다이로쿠(小栗大六, 오구리 시게쿠니小栗重国)와 소성(小姓) 이시카와 가쓰치요(石川勝千代, 이시카와 야스카즈石川康勝) ・ 혼다 센치요(本多仙千代, 혼다 나리시게本多成重)가 맡았으며, 이에야스로부터 겐지 전래의 검 「도지기리」(童子切)와 채배(采配)를 전별로 받았다고 한다. 덴쇼 12년(1584년) 12월 12일 하시바 히데요시의 양자로써 「하시바 미카와노카미 히데야스」(羽柴三河守秀康)라 칭하였다.
덴쇼 15년(1587년) 규슈 정벌에 부젠 이와시로성 공격의 선봉으로써 첫 출진한 후 휴가국 평정전에도 여러 차례 공을 세워 히데요시의 칭찬을 들었다. 덴쇼 16년(1588년) 도요토미 성(豊臣姓)을 하사받았으며, 덴쇼 18년(1590년) 오다와라 평정(小田原平定)에 이어 덴쇼 20년/분로쿠 원년(1592년) 발발한 임진왜란에도 참가하였다.
그러나 덴쇼 17년(1589년) 히데요시의 친아들 쓰루마쓰가 태어나고 히데야스는 생후 4개월밖에 되지 않은 쓰루마쓰를 도요토미의 후계자라 지명하였으며, 다른 양자들과 마찬가지로 히데야스도 유키 하루토모(結城晴朝)의 양자 겸 조카사위로 내보내졌다. 유키 씨는 시모쓰케국의 슈고(守護)를 지낸 적도 있는 명문 다이묘 가문이었는데, 히데야스의 친아버지인 이에야스가 덴쇼 18년(1590년) 친아버지 이에야스가 원래의 영지에서 간토 일원의 옛 호조 씨의 영지로 전봉되어 240만 석을 얻었고, 히데야스는 간토 평정의 공로자였던 이에야스의 공으로 영지가 늘어나면서 북부 간토의 다이묘였던 유키씨(結城氏)의 서양자(婿養子)가 된 것으로 보인다. 히데야스가 유키 하루토모의 양자 겸 조카사위가 되는 데에는 구로다 요시타카(黒田孝高)의 주선도 있었으며, 이후 히데야스는 유키 가문의 가독에 유키 집안 소유의 영지 11만 1천 석도 이어받았다. 또한 다시금 하시바 성(羽柴姓)을 받았고, 관위를 합쳐 하시바 유키 소장(羽柴結城少将)이라 불렸다.

### 에치젠 이봉에서 사망까지
양부였던 히데요시가 죽고 게이초 5년(1600년) 세키가하라 전투의 전초전이 될 아이즈 정벌(会津征伐)에 참전하였다. 우에스기 가게카쓰(上杉景勝)에 호응하는 형태로 이시다 미쓰나리(石田三成)가 거병하고, 이에야스는 오야마 평정(小山評定)을 열어 다른 무장들과 함께 서쪽으로 갈 것을 결정한다. 이때 이에야스에게 있어 본대는 이에야스 자신이 이끌고 도카이도(東海道)에서, 그리고 별동대를 히데타다가 이끌고 주산도(中山道, 도산도東山道)로 진군하기로 하였으며, 히데야스는 우쓰노미야(宇都宮)에 머무르며 우에스기 가게카쓰를 막게 되었다.
세키가하라 전투 이후 히데야스는 이에야스로부터 시모사 유키성(下総結城) 10만 1천 석에서 에치젠(越前) 기타노조(北庄) 68만 석으로 영지가 가증되어 이봉된다. 유키 집안을 대대로 섬긴 가신들 가운데는 에치젠으로 이봉되기를 거부하는 사람도 적지 않았는데, 때문에 이러한 에치젠 이봉은 최종적으로는 재지 유력자들의 재지 이탈을 강제하는 기능도 있었기에 그 결과 히데야스는 자신의 권력에 있어서 구세력이라 할 수 있는 유키 씨의 입김으로부터 온전히 벗어날 수 있었다. 게이초 9년(1604년)에는 히데야스 자신의 본래 성씨인 마쓰다이라씨(松平氏)로의 복귀하는 것도 허락받았다는 사료도 존재한다.
게이초 10년(1605년) 곤주나곤(権中納言)이 되었다. 게이초 11년(1606년) 9월 21일에 교토 후시미성(伏見城)의 유수거(留守居)를 명받았으나, 병을 얻어 직무 수행이 어려웠기에 게이초 12년(1607년) 3월 1일에 에치젠으로 돌아와야 했고, 그대로 윤4월 8일에 사망하였다. 향년 34세였다.
히데야스의 사인은 『당대기』(当代記)에 「日来唐瘡相煩、其上虚成」라고 되어 있어 매독이 아니었나 추정되고 있다. 또한 매독이 직접적인 사인이 아니라 매독에 의한 쇠약증이 원인이 되어 사망했다는 지적도 있다. 한편 마나세 겐사쿠(曲直瀬玄朔)의 『의학천정기』(医学天正記)에는 「越前宰相殿、瀉利・発熱・咽渇・五令ニ加滑」라고 되어 있는데 다른 난치병도 복합적으로 히데야스의 죽음에 작용하고 있었다고 한다.
처음에는 유키 가문의 보리사(菩提寺)로 조동종(曹洞宗) 사찰인 효현사(孝顕寺)에서 화장되어 계명은 효현사전전삼품황문취모월산대거사(孝顕寺殿前三品黄門吹毛月珊大居士)라 추호하였으나, 도쿠가와 집안이나 마쓰다이라 집안이 귀의해 있던 정토종(浄土宗)의 장례 절차를 따르지 않은 것을 이에야스가 한탄했기에 교토 지온인(知恩院)의 만예(満誉) 대사를 불러 새로 운정사(運正寺)를 짓고 그곳에 옮겨 모시고 계명도 정광원전전삼암도위운정대거사(浄光院殿前森巖道慰運正大居士)라 하였다.
에치젠 68만 석은 적남 다다나오(忠直)가 이었다.

## 직계 가계
- 정실 쓰루코(鶴子) : 에도 시게미치(江戸重通)의 딸, 유키 하루토모(結城晴朝)의 양녀
- 측실 오카야마(岡山) : 나카가와 이치모토(中川一元)의 딸
  - 장남 다다나오(忠直) : 후쿠이 번 2대 번주, 도쿠가와 히데타다의 3녀 가쓰히메(勝姫)와 혼인
  - 차남 다다마사(忠昌) : 후쿠이 번 3대 번주
- 측실 고마(駒) : 오다 우지하루(小田氏治)의 딸
  - 3남 나오마사(直政)
- 측실 나오(奈和) : 조주인(長寿院), 쓰다 노부마쓰(津田信益)의 딸
  - 6남 나오요시(直良)
- 측실 혼료인(品量院) : 미요시 나가토라(三好長虎)의 딸
  - 5남 나오모토(直基) : 에치젠 가쓰야마번(越前勝山藩) 3만 석 → 에치젠 오노번(越前大野藩) 5만 석 → 야마가타번(山形藩) 15만 석 → 히메지번(姫路藩) 15만 석
  - 딸 기사히메(喜佐姬) : 도쿠가와 히데타다의 양녀, 모리 히데나리(毛利秀就)의 정실

## 에피소드
- 당대 무장 중에서도 최고의 기량을 지닌 무장 중 한 명으로 인정받았고, 뛰어난 무용과 강직한 성격, 큰 체구를 지니고 있었다고 전해진다.

- 히데요시의 인질로 지내던 시절, 후시미(伏見)의 마방에서 승마 연습을 하던 도중 히데요시의 총신 중 한 명이 히데야스에게 다가와 마술을 겨룬다는 명목 하에 말머리를 나란히 하였다. 히데야스는 "나의 허락 없이 말머리를 나란히 하여 달린 것은 무례"라고 주장하며 총신을 베어 죽였다. 이를 전해들은 히데요시는 히데야스에게 벌을 내리라는 주변의 요청을 묵살하고 "나의 양자에게 소홀히 대한 것은 곧 내게 무례를 범한 것과 같다. 히데야스의 행동은 옳다"며 오히려 칭찬하였다고 한다.[5]

- 동생 히데타다의 쇼군 취임 축하 잔치 자리에 참석했을 때 우에스기 가게카쓰와의 자리 양보 일화가 전해지고 있다. 우에스기 가게카쓰는 쇼군의 형인 히데야스의 신분을 감안해 히데야스에게 윗자리를 양보했으나, 히데야스는 우에스기 가게카쓰가 공식적으로는 자신과 같은 곤노주나곤의 지위이며 더욱이 자신보다 빨리 임명되어 선배의 입장이므로 윗자리를 차지해야 한다고 주장하며 예를 갖추었다고 한다. 결국 히데타다의 중재로 히데야스가 윗자리를 차지했지만 이를 본 사람들은 히데야스의 예와 겸손함에 감탄하였다고 한다.[6]

- 총포를 소지한 채로 에도로 향하던 중, 우스이 고개(碓氷峠)의 검문소에서 에도에 입성하는 다이묘들은 총포를 소지해서는 안 되는 것이 원칙이며, 히데야스 또한 예외는 아니라는 이유로 제지를 당한 적이 있었다. 도쿠가와 가문 내에서도 쇼군의 형이라는 이유로 특별한 대우를 받고 있었던 히데야스는 이 같은 처사에 격분하여 관리들을 성토하며 수하에게 관리들의 처단을 명령하였고, 놀란 관리들은 에도로 도망쳤다. 이를 전해들은 히데타다는 히데야스를 처분할 수는 없고 단지 히데야스의 손에 관리들이 살해당하지 않은 것이 다행이라며 사태를 수습하였다.[7]

- 게이초 5년(1600년), 부친 이에야스가 중신들에게 누구를 후계자로 할 것인가 질문하자, 혼다 다다카쓰(本多忠勝), 마사노부(正信), 마사즈미(正純) 부자 등은 모두 히데야스를 후계자로 삼을 것을 요청했다고 한다. 히데타다를 지지한 것은 오쿠보 다다치카(大久保忠隣)가 전부였다.[8]

- 이복동생 히데타다가 쇼군을 이어받았을 때 후시미성에 있던 히데야스는 이즈모노 오쿠니 이치자(出雲阿国一座)를 후시미 성으로 불러들여 오쿠니의 가부키를 절찬한 뒤에 「천하에는 몇천, 몇만을 헤아리는 여자가 있지만, 천하에 제일가는 여자를 꼽자면 이 여자일 것이다. 나는 천하 제일의 남자가 되지 못하였으니, 저 여자보다도 못한 내가 부끄럽도다.」라며 눈물을 흘렸다고 한다.

- 자신을 유키 가문의 조카사위가 되도록 중간에서 주선해 준 구로다 요시타카와의 사이가 매우 좋아서 후시미에 있을 때에도 사흘에 한 번은 요시타카의 저택에 묵었다는 기록이 남아있다.

## 참고 문헌
- 하시모토 마사노부「유키 히데야스에 관하여」『국학원잡지』67권 4호, 국학원대학, 1966년, 80-89쪽.
- 이치무라 다카오「게이초 다이묘의 역사적 위치 - 유우키 히데야스를 중심으로 -」「지방사 연구」181호, 1983년.
- 미야모토 요시키 『알려지지 않은 「요세이 일기」』 KK 베스트셀러 1993년.
- 미야모토 요시키「이에야스가 준 아이들에게의 편지」『역사독본』38권 19호, 1993년
- 구로다 모토키 「유키 히데야스 문서의 기초적 연구」 「코마자와 사학」48호, 1995년, NAID 110007003041.
- 구스노키 가즈마사 『유키 히데야스의 연구』에치젠 마쓰다이라 가 마쓰다이라 무네노리, 2006년
- 후쿠이시립 향토 역사 박물관편 『번주 유키 히데야스』 후쿠이시립 향토 역사 박물관, 2007년. NCID BA84021448.

## 등장 작품

### 소설
- 시키자와 이쿠루 『유키 히데야스』학습연구사 <각켄 M문고>, 2005년 ISBN 4-05-901175-4
- 고이즈미 슌이치로 『후쿠세키가하라』 학습연구사
- 야마다 후타로 『라요의 히데야스』
- 아즈사자와 카나메 '에치젠 재상 히데야스', 문예춘추사, 2011년
- 기타자와 아키 <천하탈회>, 하출서방신사, 2019년

### 게임
- 신 키무샤 DAWN OF DREAMS(캡콘) 주인공으로 등장.

### 작품
- 도쿠가와 이에야스 (徳川家康, 1983년, NHK 대하드라마, 주연: 호리 히데유키)
- 애꾸눈 류 마사무네(独眼竜政宗 , 1987년, NHK 대하드라마, 연기: 닛타 준이치)
- 아오이 도쿠가와 삼대(葵 徳川三代, 2000년, NHK 대하드라마, 연기: 오카모토 후지타)
- 고우~공주들의 전국~(江〜姫たちの戦国〜, 2011년, NHK 대하드라마, 연기: 마에다 켄)
- 뮤지컬「도검난무」~아오이사키 모토키~(ミュージカル「刀剣乱舞」〜葵咲本紀〜, 2019년, 주연: 후타바 카나메, 카코린오(加古臨王))

## 같이 보기
- 후쿠이성